# Вепрець (Люблінське воєводство)
Вепрець (пол. Wieprzec, Вепшець) — село в Польщі, у гміні Замостя Замойського повіту Люблінського воєводства. Населення — 122 особи (2011).

## Історія
1564 року вперше згадується православна церква в селі.
За даними етнографічної експедиції 1869—1870 років під керівництвом Павла Чубинського, у селі переважно проживали римо-католики, проте населення здебільшого розмовляло українською мовою.
У 1975—1998 роках село належало до Замойського воєводства.

## Населення
Демографічна структура станом на 31 березня 2011 року:
|          | Загалом | Допрацездатний вік | Працездатний вік | Постпрацездатний вік |
| -------- | ------- | ------------------ | ---------------- | -------------------- |
| Чоловіки | 61      | 13                 | 43               | 5                    |
| Жінки    | 61      | 11                 | 37               | 13                   |
| Разом    | 122     | 24                 | 80               | 18                   |